# Opčine
Ópčine (tržaško-beneško Opcina, italijansko (Villa) Opicina) so satelitsko naselje Trsta s 7.500 do 8.000 prebivalci, poleg Trsta največje naselje Tržaške občine in slovenskega Krasa na obeh straneh meje.  
Opčine so središče Tržaškega krasa in ležijo na kraškem robu nad Trstom. Z mestom ga je povezoval Openski tramvaj. Tretjina prebivalcev naselja je slovenske narodnosti. Prebivalci Opčin se imenujejo »Ópenci« in »Ópenke«; ustrezni pridevnik je »ópenski«. Po Opčinah se imenuje Openska dekanija, ki je edina večinsko slovenska dekanija Tržaške škofije.
Na obrobju naselja Opčine so zrasla nova naselja Kraška vas (Villa Carsia) in Opčine-Polje (Opicina Campagna).

## Ime

### Etimologija
Kraški toponim Opčine je izveden iz slovenskega samostalnika opačína, »kraj, kjer biva opat (ali kjer je opatija)«, kar je izpričano kot Opatschina tudi v hrvaški toponomastiki iz 15. stoletja na otoku Ugljenu (Zadar). Za premik naglasa z naglašenega -a- in njegovo poznejše izginotje naj bi bil nekako odgovoren splošni vpliv nemščine. Tak razvoj dokazujejo vmesne oblike kot Opachiena (s konca 16. stoletja).

### Oblike italijanskega poimenovanja
Skozi zgodovino so se poimenovanja naselja spreminjala, prvo italijansko ime mesta je bilo »Opcina«, po Rapalski pogodbi »Opicina« ali »Villa Opicina«. V času fašizma tudi »Poggioreale del Carso«.

## Zgodovina

### Nastanek naselja
Iz nepomembne kraške vasice je naselje nastalo ob enem glavnih cestnih izhodov iz Trsta proti notranjosti nekdanje Avstro-Ogrske monarhije. Sredi 19. stoletja je bila tod speljana Južna železnica, ki je povezala Dunaj s Trstom, leta 1906 pa so nanjo priključili tudi Bohinjsko progo, ki je vodila od Jesenic do Trsta, s čimer so Opčine postale tudi pomembno železniško križišče. Pomembni dejavnik razvoja je bila tudi obmejna lega, tu je bil poleg mejne železniške postaje zgrajen tudi mednarodni mejni prehod Fernetiči, s transportnim terminalom. Opčine so veliko pridobile s špediterskimi in drugimi obmejnimi dejavnostmi. Naselje se je močno povečalo zaradi številnih Italijanskih priseljencev iz Istre, ki so po določitvi nove italijansko-jugoslovanske državne meje zapustili svoje domove na območjih Istre in Dalmacije. V zadnjih letih se Opčine vse bolj uveljavljajo kot primestno naselje Trsta, dobile pa so tudi novo, povezovalno vlogo med Slovenijo in Italijo, z novo avtobusno linijo preko Opčin so npr. uredili povezave med Sežano in Trstom.

## Slovenci na Opčinah
Slovenci so bili naseljeni na Opčinah od zdavnaj. Danes na Opčinah, v »Prosvetnem domu«, deluje Slovensko kulturno društvo Tabor, »Društvo Finžgarjev dom« v Marijanišču, več pevskih zborov in svojčas je delovala slovenska zasebna radijska postaja »Radio Opčine«, zaradi česar so Opčine pomembno središče Slovencev v Italiji. Opčine so tudi sedež slovenske župnije, tu deluje tudi Marijanišče, ki ga upravljajo salezijanci. Na Opčinah ima sedež tudi Sklad Mitja Čuk, društvo, ki pomaga otrokom v težavah. Slovensko športno društvo je Polet, ki je svetovno znano zaradi svojih kotalkarjev (večkratna svetovna prvaka sta bila Samo Kokorovec in Tanja Romano).
Na Opčinah so v preteklosti delovali pomembni slovenski kulturni delavci: Jože Peterlin, Vinko Beličič, Franc Jeza, Alojz Rebula, Zora Tavčar, Ivan Artač, Marko Sosič, Robert Hlavaty. Tu sta se rodila inženir Anton Kuhelj in matematik Ivan Vidav.

## Znamenitosti Opčin in bližnje okolice
- Obelisk, z razgledno točko na mesto Trst in na Tržaški zaliv do Pirana in Savudrije
- cerkev sv. Jerneja na Opčinah
- Repentabor - utrjena cerkvica (tabor) nekaj kilometrov severovzhodno od Opčin

Med prireditvami je znan Kraški pust - pustni sprevod na Opčinah je eden največjih v tem delu Julijske krajine.

## Transport
- Železniška postaja Opčine (lokalni avtobusni prevoz do Sežane in Trsta)
- Openski tramvaj (prevoz do središča Trsta)